# 松 (松型駆逐艦)
松（まつ）は大日本帝国海軍の駆逐艦。松型駆逐艦（一等駆逐艦松型）（丁型）の1番艦。
日本海軍の艦名としては樺型駆逐艦「松」に続いて2代目である。舞鶴海軍工廠で1943年（昭和18年）8月上旬から1944年（昭和19年）4月末にかけて建造された。起工から竣工まで約8ヵ月であった。竣工後、小笠原諸島や硫黄島方面への護衛任務に従事する。同年8月4日、小笠原方面船団護衛中に米軍機動部隊の水上艦艇（巡洋艦、駆逐艦）と交戦、撃沈された（スカベンジャー作戦）。竣工してから約3ヵ月の艦歴であった。

## 艦歴

### 竣工まで
丁型駆逐艦の第5481号艦として舞鶴工廠で建造された。
1943年（昭和18年）8月8日、起工。
同年12月22日、命名。同日付で艦艇類別等級の「駆逐艦一等」の部中に松型が新設され、その1番艦に定められる。1944年（昭和19年）2月3日に進水し、本籍を舞鶴鎮守府に定められる。3月4日、舞鶴海軍工廠の松艤装員事務所は、事務を開始した。3月25日、「松」「冬月」の艤装が急がれる中、舞鶴海軍工廠では松型4番艦「桃」が進水する。
同日付で、米井垣雄少佐は松艤装員長に任命される。4月27日付で米井少佐は本艦初代駆逐艦長に任命された。4月28日、竣工。4月28日付で、松艤装員事務所は撤去された。
同日「松」は訓練部隊である第十一水雷戦隊（高間完少将）に編入され、完熟訓練を行った。

### 護衛作戦

#### サイパン島増援作戦
6月2日付で艦長は、米井少佐から吉永源少佐（駆逐艦「天霧」沈没時の艦長）に交代した。
6月15日、アメリカ軍はサイパン島に上陸を開始。6月17日に大本営陸海軍部はサイパン島への増援輸送計画「イ号作戦」に合意。第46師団隷下で北九州所在の歩兵第145連隊（長 池田増雄陸軍大佐）を、戦艦「山城」と第五艦隊などでサイパン島に投入すると決定した。
6月17日夜、連合艦隊（司令長官豊田副武大将、参謀長草鹿龍之介中将）は第五艦隊司令長官志摩清英中将に対し、第五艦隊の横須賀集結を命じた。
6月18日、サイパン島地上戦の戦局悪化にともない、東條英機参謀総長は「イ号作戦」を拡大し、さらなる増援部隊の投入を企図した。イ号作戦の歩兵第145連隊に加え、中国大陸所在の第9師団と第68旅団などを追加派遣することに決定し、陸軍部隊の輸送を「山城」と第五艦隊および十一水戦や内地所在艦船が担任することになった。
6月19日、大本営はサイパン救援作戦を具体化していた。確保任務を「イ号作戦」、撃滅任務を「ワ号作戦」、全作戦を「Ｙ作戦」と呼称した。
陸軍は「イ」号作戦計画として大陸命第1031号（昭和19年6月19日）により、歩兵第145連隊などを第31軍に編入した。
「松」は6月18日まで瀬戸内海方面で慣熟訓練を行った後、十一水戦僚艦（長良、清霜）とともに横須賀に回航された。横須賀海軍工廠で「松」は機銃を増設、上陸作業用の十m運貨筒を搭載した。吉永少佐と共に内地に帰還した志賀博大尉（旧姓保坂、元天霧水雷長）によれば、「松」と「竹」は横須賀海軍工廠のポンツーンで艤装工事を行っており、吉永は「松」艦長として、志賀は「竹」艤装員（竣工後は水雷長）として、隣同士の艦に着任したという。本作戦関係で横須賀海軍工廠が大発動艇搭載工事もしくは機銃増備工事を実施した艦船は、戦艦「山城」、重巡「那智」と「足柄」、軽巡「木曾」と「多摩」、一水戦（旗艦「阿武隈」、第7駆逐隊（潮、曙）、第18駆逐隊（不知火、霞、薄雲））、第21駆逐隊（若葉、初春）、十一水戦（軽巡「長良」、駆逐艦（冬月、清霜、松））、その他（皐月、旗風、八十島、千鳥、海防艦と輸送艦複数隻）であった。
上記のようにサイパン島増援作戦を具体的に検討していた日本軍上層部だが、第一航空艦隊と第一機動艦隊は6月19日～20日のマリアナ沖海戦で惨敗した。日本海軍の大敗北によりサイパン島増援作戦成功の見込みがなくなり、各部は急速に熱意を失った。
嶋田繁太郎軍令部総長、大西瀧治郎中将や神重徳大佐等はサイパン増援を諦めておらず、神大佐は「自分を山城艦長にしてほしい。自分がサイパンに行ってのしあげ、砲台代りになって戦闘する」と訴えた。これら多方面からの強硬意見に対し、連合艦隊は消極的であった。
制空権確保の見通しもたたなかった。大本営海軍部は、作戦可能の水上・航空兵力を全て投入するサイパン奪回作戦「甲案」と、サイパン増援の断念と後方地帯強化に着手する「乙案」を準備した。
6月25日に昭和天皇が臨席した元帥会議で、サイパン島救援作戦は正式に中止された。

#### 硫黄島方面作戦
サイパン島救援作戦の中止により、同島救援作戦のため準備されていた陸軍部隊は各地に転用された。歩兵第145連隊などが小笠原諸島や硫黄島に転用された。
十一水戦（長良、冬月、松、清霜）、第五艦隊の軽巡2隻（木曾、多摩）、中部太平洋方面艦隊の駆逐艦2隻（皐月、夕月）、海上護衛総司令部部隊の駆逐艦2隻（旗風、汐風）、第21駆逐隊（若葉、初霜）および輸送船と高速輸送艦で、小笠原諸島や硫黄島への増援輸送を実施することになった。作戦は「伊号作戦」と呼称され、第十一水雷戦隊司令官が指揮をとる。第五艦隊は輸送任務を解除され、北方にもどった。
6月28日早朝、輸送船「能登丸」は横須賀を出港して硫黄島にむかい、同船を「若葉」指揮下の駆逐艦が護衛する。6月29日、4隻（長良、冬月、松、第4号輸送艦）も横須賀を出撃した。6月30日未明、「能登丸」は父島に到着して揚陸を開始、後続部隊も順次到着した。陸軍部隊は駆逐艦、輸送艦、機帆船で硫黄島へ進出した。任務終了後、十一水戦の大部分は7月2日-3日にかけて横須賀へ帰投した。内地帰投後、「松」は横須賀鎮守府横須賀防備戦隊甲直接護衛部隊に編入された。
7月3日～4日にかけて、アメリカ海軍機動部隊は小笠原諸島や硫黄島を襲撃し、同方面の航空戦力や所在艦船は大損害をうけた。
同方面の重要性は、大本営海軍部も深く認識していた。7月6日、「松」は硫黄島への輸送任務に向かう「第4号輸送艦」の護衛に指定され、出港。7月8日、兄島にて航行不能に陥った「第153号特設輸送艦」を駆逐艦「旗風」が曳航するのに伴い、「第4号輸送艦」とともに硫黄島での揚搭作業終了後これの護衛に当たるよう指示される。この際、「旗風」からは近海で活動する敵潜水艦を懸念して横須賀防備戦隊司令部に対して更に護衛艦2隻の増派が要求されていたが、修理や当面の任務作戦実施上の都合から増派不可能との返答がなされている。7月12日、「松」ら2隻の護衛のもと、「旗風」は館山 に到着し、曳航した「第153号特設輸送艦」を仮泊させた。
7月8日、第二護衛船団司令官清田孝彦少将は呉防備戦隊司令官へ転任した。高橋一松少将が第二護衛船団司令官となる。7月8日、大本営海軍部はひきつづき小笠原諸島方面輸送の重要性を強調した（大海指第420号）。
7月15日、「松」「竹」「梅」「桃」で第四十三駆逐隊が編成された。司令には菅間良吉大佐が任命された。
7月16日、駆逐艦2隻（松、旗風）、「第4号輸送艦」「第204号特設輸送艦」および「第152号特設輸送艦」とともに同日編成された『第三七一八船団』の甲分団に組み込まれ、7月18日に横須賀を出撃し硫黄島への輸送任務に就いた。

#### 沈没
7月23日、大本営海軍部は大海指第433号により、連合艦隊の空母「瑞鳳」（第三航空戦隊）と第十戦隊所属の第61駆逐隊（初月、秋月）および第4駆逐隊（野分、山雲）をもって、小笠原諸島輸送作戦の護衛協力を命じた。「瑞鳳」は本来の搭載航空隊ではなく、対潜哨戒を主目的とする第九三一海軍航空隊より九七式艦上攻撃機 12機を受け入れた。7月25日、「松」は「瑞鳳」と護衛の駆逐艦4隻、丁型海防艦2隻（第4号、第12号）および第二護衛船団司令部とともに横須賀防備戦隊乙直接護衛部隊に編入された。7月28日19時46分、大本営は大海指第437号により「瑞鳳隊の護衛期間は、小笠原方面輸送船団の小笠原到着まで」と下令した。7月29日、「松」は第二護衛船団司令部（司令官高橋一松少将） の旗艦として、『第三七二九船団』を指揮する。駆逐艦「旗風」、「第4号海防艦」「第12号海防艦」、「第51号駆潜艇」と、陸軍部隊を乗せた輸送船5隻を護衛し、館山を出港して父島へ向かった。硫黄島の戦いに備え、硫黄島の戦力を増強するための輸送作戦である。
第四八〇四船団（「松」沈没時）
- 昌広丸（石原汽船、4,739トン）
- 利根川丸（松岡汽船、4,997トン）
- 延寿丸（岡田商船、5,374トン）
- 第七雲海丸（中村汽船、2,182トン）
- 龍江丸（大連汽船、5,626トン）
- 護衛：松、旗風、第4号海防艦、第12号海防艦、第51号駆潜艇

同時期、アメリカ海軍機動部隊は小笠原諸島に接近していた。
8月2日、日本軍輸送船団は父島に入港した。続いて8月3日、硫黄島へ進出した。『第四八〇四船団』と改称後、8月4日午前8時に父島を出航した。しかし、10時30分に父島北西20海里の地点にさしかかったところで、スカベンジャー作戦のため来襲した第58任務部隊（司令官マーク・ミッチャー中将）の艦上機に発見された。
一部資料では、米軍は暗号解読により空母「瑞鳳」が小笠原諸島方面を行動していると判断し、「瑞鳳」を仕留めるために行動していたとする。
前述のように「瑞鳳」は7月下旬の大海指第433号にもとづき、駆逐艦4隻（初月、秋月、山雲、野分）を連れて、「松」が護衛する第三七二九船団部隊の対潜護衛任務に従事していた。8月2日、横須賀に帰投した。同日付で、瑞鳳隊は直接護衛部隊から除かれていた。翌8月3日、大海指第442号により、第九三一海軍航空隊より借りていた九七艦攻12機 のうち10機（事故で2機喪失）を返却した。
8月4日、第一空母部隊（ホーネット、フランクリン、カボット）と第二空母部隊（バンカー・ヒル、レキシントン、サン・ジャシント）から攻撃隊が発進した。第4804船団にも米軍機動部隊接近の報告は入っていたが、「我々（第4804船団）を見間違えたのだろう」「敵機は父島を空襲するから、一刻も早く北上せねばならない」という空気だったという。米軍機動部隊より飛来した艦載機は、二波に分かれて第四八〇四船団部隊を襲った。「松」は第一次空襲で5機撃墜を報じた。だが数次に亘る空襲により、第四八〇四船団部隊および父島在泊艦艇は大損害を受けた。
健在艦は「松」と「第4号海防艦」（至近弾と機銃掃射により浸水被害、戦死4、負傷21）、「利根川丸」を残すのみとなり、損傷した「第12号海防艦」（戦死6、負傷50）は別途で横須賀に向かっていた。その後、「松」と「第4号海防艦」、「利根川丸」は父島を出港し、横須賀に向かった。
ミッチャー中将は日本軍輸送船団を全滅させるために、「ビロクシ (USS Biloxi, CL-80) 」「モービル (USS Mobile, CL-63) 」「サンタフェ (USS Santa Fe, CL-60) 」の大型軽巡3隻および駆逐艦12隻の混成部隊（L・デュ・ボース少将、米第13巡洋艦隊）を分離させて、第四八〇四船団部隊が彷徨っている海域に急行させた。
米艦隊の行動は、日本側も観測していた。また横須賀に向かっていた第四八〇四船団部隊からは、水平線上に敵空母と艦上機が着艦する様子が見えたという。
8月4日18時30分、「松」は砲撃を受けたことを報告した。米軍巡洋艦部隊に追いつかれた第四八〇四船団は利あらずと更なる退却を続けていたが、第4号海防艦と「利根川丸」を逃がす為、高橋少将（「松」座乗）は『四号海防艦は利根川丸を護衛し戦場を離脱せよ』と命令する。「松」は反転すると、単艦でデュ・ボース少将の艦隊を迎撃していった。19時以降、巡洋艦および駆逐艦10隻と交戦中と打電した。交戦地点は聟島の南西約20kmであった。
「松」は「第4号海防艦」に対し「われ、敵巡洋艦と交戦中。これより反転、突撃す」と最後の打電をおこなう。この後、「松」は消息不明となった。
第4号海防艦と「利根川丸」は離脱中にサイパン島から飛来したB-24爆撃機の夜間空襲をうけ、「利根川丸」は被弾して沈没した。
「松」乗組員は吉永艦長以下全員が戦死し、高橋少将以下第二護衛船団司令部員全員もこれに殉じた（米側によれば松乗組員6名を救助）。その最後の戦いの詳細は不明であるが、アメリカ側の記録では、聟島北東25海里地点で、「モービル」が指揮下の駆逐艦とともに「松」と「利根川丸」を撃沈したとある。「第4号海防艦」は三重県鳥羽で燃料を補給し、横須賀に帰投した。「第12号海防艦」はB-24へ応戦しつつ、横須賀へ帰投した。「第51号駆潜艇」と駆逐艦「旗風」も、内地にたどり着いた。
10月10日、「松」は松型駆逐艦、帝国駆逐艦籍、第43駆逐隊 のそれぞれから除籍された。
艦名は保安庁警備隊（海上自衛隊）のくす型護衛艦（タコマ級フリゲート）「まつ」に引き継がれた。「まつ」は貸与艦「すぎ」「にれ」「うめ」「かや」と第二船隊を編成した。

## 歴代艦長
艤装員長
1. 米井恒雄 少佐：1944年3月25日[28] - 1944年4月27日[29]

駆逐艦長
1. 米井恒雄 少佐：1944年4月27日[29] - 1944年6月2日[33]
2. 吉永源 少佐：1944年6月2日[33] - 1944年8月4日 戦死、同日付任海軍中佐[180]